# سهم الزمن

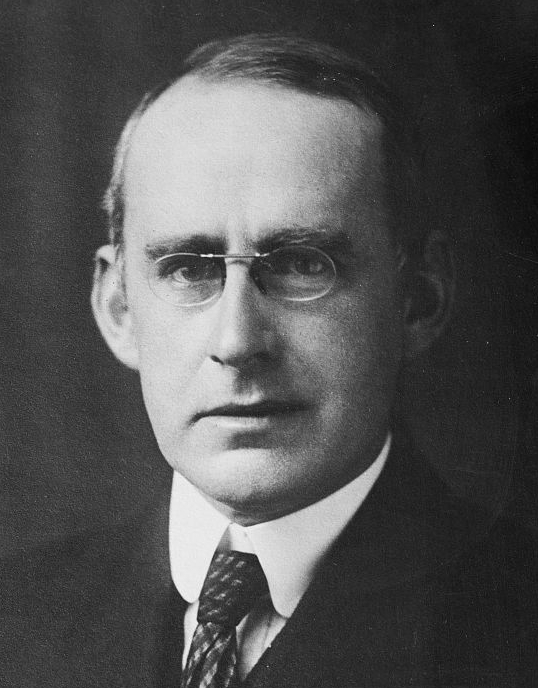
السير آرثر ستانلي إدنتجتون.

سهم الزمن، الذي يُطلق عليه أيضًا سهم الوقت، هو مفهوم يُشير إلى «الاتجاه الأحادي» أو «عدم التناظر» للزمن. طُوِّر هذا المفهوم عام 1927 على يد عالم الفيزياء الفلكية البريطاني آرثر إدنجتون، وهو مسألة غير محلولة في الفيزياء العامة. وفقًا لإدنجتون، يمكن تحديد هذا الاتجاه بدراسة تنظيم الذرات والجزيئات والأجسام، ويمكن رسمه على خريطة رباعية الأبعاد للعالم («كتلة صلبة من الورق»).
تم التعرف على مفارقة سهم الزمن لأول مرة في القرن التاسع عشر فيما يتعلق بالغازات (وغيرها من المواد) بوصفها اختلافًا بين المقياس المجهري والمقياس العياني للديناميكا الحرارية / الفيزياء الإحصائية: على المستوى المجهري يُعتقد أن العمليات الفيزيائية إما متناظرة تمامًا أو إلى حد كبير بالنسبة للزمن؛ أي أنه إذا انعكس اتجاه الزمن، ستظل العبارات النظرية التي تصفها صحيحة. ومع ذلك، على المستوى العياني يبدو أن هذا ليس الحال غالبًا: إذ يظهر اتجاه واضح (أو تدفق) للزمن.

## نظرة عامة
يمكن فهم تناظر الزمن (تناظر T) ببساطة على النحو التالي: إذا كان الزمن متناظرًا تمامًا، فإن مشاهدة فيديو للأحداث الواقعية ستبدو منطقية سواء تم عرضه للأمام أو للخلف. الجاذبية، على سبيل المثال، هي قوة قابلة للعكس زمنيًا. الكرة التي تُلقى للأعلى، وتتباطأ حتى تتوقف، ثم تسقط هي حالة يكون فيها التسجيل واقعيًا عند تشغيله للأمام والخلف. هذا النظام متناظر زمنيًا. ومع ذلك، فإن عملية ارتداد الكرة وتوقفها في النهاية ليست قابلة للعكس زمنيًا. أثناء التحرك للأمام، يتم تبديد الطاقة الحركية ويزداد الإنتروبيا. قد تكون الإنتروبيا واحدة من العمليات القليلة التي لا يمكن عكسها زمنيًا. وفقًا للمفهوم الإحصائي للإنتروبيا المتزايدة، يُحدد «سهم» الزمن بانخفاض الطاقة الحرة.
في كتابه «الصورة الكبرى»، يقارن الفيزيائي شون إم. كارول عدم تناظر الزمن بعدم تناظر الفضاء: في حين أن القوانين الفيزيائية عمومًا متساوية الخواص، يوجد قرب الأرض تمييز واضح بين «الأعلى» و«الأسفل»، بسبب قربنا من هذا الجرم الهائل، مما يكسر تناظر الفضاء. وبالمثل، فإن القوانين الفيزيائية عمومًا متناظرة بالنسبة لعكس اتجاه الزمن، ولكن بالقرب من الانفجار العظيم (أي خلال العديد من التريليونات من السنوات التالية له)، يوجد تمييز واضح بين «الأمام» و«الخلف» في الزمن، بسبب قربنا النسبي من هذا الحدث الخاص، مما يكسر تناظر الزمن. وفقًا لهذا الرأي، فإن كل أسهم الزمن هي نتيجة لقربنا الزمني النسبي من الانفجار العظيم والظروف الخاصة التي كانت موجودة حينذاك. (بدقة، التفاعلات الضعيفة غير متناظرة بالنسبة للانعكاس المكاني وكذلك لعكس اتجاه الزمن. ومع ذلك، فهي تلتزم بتناظر أكثر تعقيدًا يشمل الاثنين معًا).

## تصوّر إدنجتون
في كتابه لعام 1928 طبيعة العالم الفيزيائي، الذي ساهم في نشر المفهوم، صرّح إدنجتون:
«دعونا نرسم سهمًا بشكل عشوائي. إذا وجدنا مع تتبع السهم المزيد والمزيد من العناصر العشوائية في حالة العالم، فإن السهم يشير إلى المستقبل؛ وإذا انخفض العنصر العشوائي فإن السهم يشير إلى الماضي. هذا هو التمييز الوحيد المعروف للفيزياء. ويتبع هذا فورًا إذا تم قبول أطروحتنا الأساسية بأن إدخال العشوائية هو الشيء الوحيد الذي لا يمكن التراجع عنه. سأستخدم عبارة «سهم الزمن» للتعبير عن هذه الخاصية الأحادية للزمن التي لا نظير لها في الفضاء.»
ثم يقدم إدنجتون ثلاث نقاط يجب ملاحظتها بشأن هذا السهم:
1. يتم التعرف عليه بوضوح بواسطة الوعي.
2. يتم الإصرار عليه بنفس القدر من خلال قدرتنا على التفكير المنطقي، والتي تخبرنا أن عكس السهم سيجعل العالم الخارجي غير منطقي.
3. لا يظهر في العلم الفيزيائي إلا في دراسة تنظيم عدد من الأفراد. (بعبارة أخرى، يتم ملاحظته فقط في الإنتروبيا، وهي ظاهرة ميكانيكا إحصائية تنشأ من نظام).

## الأسهم

### سهم الزمن النفسي/الإدراكي الحسي
يظهر سهم نفسي مرتبط لأن لدينا إحساسًا بأن إدراكنا هو حركة مستمرة من الماضي المعروف إلى المستقبل المجهول. لهذا الظاهرة جانبان: الذاكرة (نتذكر الماضي ولا نتذكر المستقبل) والإرادة (نشعر بأننا نستطيع التأثير على المستقبل ولكن ليس الماضي). الجانبان هما نتيجة للسهم السببي للزمن: الأحداث الماضية (ولكن ليس المستقبلية) هي سبب ذكرياتنا الحاضرة، حيث يتم تشكيل المزيد والمزيد من الارتباطات بين العالم الخارجي وعقلنا؛ وتسبب إراداتنا وأفعالنا الحاضرة أحداث المستقبل. وذلك لأن زيادة الإنتروبيا يُعتقد أنها مرتبطة بزيادة كل من الارتباطات بين النظام وبيئته وزيادة التعقيد الكلي، وفقًا لتعريف مناسب؛ ومن ثم، يزيد الكل مع الزمن.
يرتبط الماضي والمستقبل نفسيًا بمفاهيم إضافية. تميل اللغة الإنجليزية، إلى جانب لغات أخرى، إلى ربط الماضي بـ «الخلف» والمستقبل بـ «الأمام»، مع عبارات مثل «نتطلع للترحيب بكم»، «نتذكر الأيام الخوالي الجيدة»، أو «نتقدم سنوات إلى الأمام». ومع ذلك، فإن هذا الارتباط بين «الخلف ⇔ الماضي» و«الأمام ⇔ المستقبل» محدد ثقافيًا.
على سبيل المثال، تربط لغة الأيمارا بين «الأمام ⇔ الماضي» و«الخلف ⇔ المستقبل» سواء في المصطلحات أو الإيماءات، حيث يُعتبر الماضي مرئيًا والمستقبل غير مرئي. وبالمثل، فإن المصطلح الصيني لـ «بعد غد» (後天 "hòutiān") يعني حرفيًا «اليوم الذي يأتي بعد (أو خلف اليوم)»، بينما المصطلح لـ «أول أمس» (前天 "qiántiān") يعني حرفيًا «اليوم الذي يسبق (أو أمام اليوم)». ويميل المتحدثون بالصينية إلى الإيماء أمامهم عند الإشارة إلى الماضي وخلفهم عند الإشارة إلى المستقبل، رغم وجود نتائج متضاربة حول ما إذا كانوا يتصورون أن الذات أمام الماضي أم خلفه. لا توجد لغات تضع الماضي والمستقبل على محور أفقي (مثل اليمين واليسار)، حيث لا يوجد تعبير في الإنجليزية على غرار «تم نقل الاجتماع إلى اليسار»، رغم أن المتحدثين بالإنجليزية يميلون إلى ربط الماضي باليسار والمستقبل باليمين، وربما يعود ذلك إلى نظام الكتابة من اليسار إلى اليمين.
تترجم كلمتا «أمس» و«غدًا» إلى نفس الكلمة في الهندية: कल ("kal") التي تعني «[يوم] بعيد عن اليوم». ويتم حل هذا الالتباس بواسطة زمن الفعل. تُستخدم كلمة परसों ("parson") للإشارة إلى كل من «أول أمس» و«بعد غد»، أو «يومان بعيدًا عن اليوم».
تُستخدم كلمة तरसों ("tarson") للإشارة إلى «ثلاثة أيام بعيدًا عن اليوم»، بينما تُستخدم كلمة नरसों ("narson") للإشارة إلى «أربعة أيام بعيدًا عن اليوم».

أما الجانب الآخر من مرور الزمن نفسيًا، فيقع في مجال الإرادة والفعل. نحن نخطط غالبًا ونتخذ إجراءات تهدف إلى التأثير على مجرى الأحداث في المستقبل. من رباعيات عمر الخيام:
«القلم يتحرك ليكتب؛ وبعد الكتابة،
يتحرك بعيدًا: فلا تقواك ولا عقلك.
سيعيده ليمحو سطرًا،

ولا دموعك كلها ستغسل منه كلمة.» 
— عمر الخيام.
في يونيو 2022، أفاد الباحثون في دورية رسائل مراجعة الفيزياء «Physical Review Letters» أنهم وجدوا أن السمندل يظهر استجابات غير متوقعة لسهم الزمن في كيفية إدراك أعينه للمنبهات المختلفة.

### سهم الزمن الديناميكي الحراري
سهم الزمن هو «الاتجاه الأحادي» أو «عدم التناظر» للزمن. سهم الزمن الديناميكي الحراري يُحدد بواسطة القانون الثاني للديناميكا الحرارية، الذي ينص على أنه في نظام معزول، تميل الإنتروبيا إلى الزيادة مع الزمن. يمكن اعتبار الإنتروبيا مقياسًا للاضطراب المجهري؛ وبالتالي، فإن القانون الثاني يعني أن الزمن غير متناظر فيما يتعلق بمقدار النظام في نظام معزول: مع تقدم النظام عبر الزمن، يصبح أكثر اضطرابًا إحصائيًا. يمكن استخدام هذا التباين تجريبيًا للتمييز بين المستقبل والماضي، رغم أن قياس الإنتروبيا لا يقيس الزمن بدقة. كذلك، يمكن أن تقل الإنتروبيا مع الزمن في نظام مفتوح. ومن الأفكار المثيرة للاهتمام التساؤل: «إذا زادت الإنتروبيا في نظام مفتوح، فهل سينعكس سهم الزمن ليشير إلى الماضي؟».
كتب الفيزيائي البريطاني السير ألفريد برايان بيبارد: «لا يوجد أي مبرر للرأي، الذي يُكرر غالبًا بشكل عفوي، بأن القانون الثاني للديناميكا الحرارية صحيح فقط إحصائيًا، بمعنى أن الخروقات المجهرية تحدث باستمرار، ولكن ليست هناك خروقات ذات حجم خطير. على العكس، لم تُقدم أية أدلة على الإطلاق تشير إلى انهيار القانون الثاني تحت أي ظرف.» ومع ذلك، هناك عدد من المفارقات المتعلقة بانتهاك القانون الثاني للديناميكا الحرارية، إحداها بسبب مبرهنة التكرار لبوانكاريه.
يبدو أن هذا السهم للزمن مرتبط بجميع الأسهم الأخرى للزمن وربما يُشكل الأساس لبعضها، باستثناء سهم الزمن الضعيف.
يناقش كتاب هارولد بلوم لعام 1951 سهم الزمن والتطور «العلاقة بين سهم الزمن (القانون الثاني للديناميكا الحرارية) والتطور العضوي». يستكشف هذا النص المؤثر «عدم الرجعية والاتجاه في التطور، والنظام، والطاقة السالبة، والتطور.» يجادل بلوم بأن التطور يتبع أنماطًا محددة مسبقًا بواسطة الطبيعة غير العضوية للأرض وعملياتها الديناميكية الحرارية.

## اقرأ أيضا
- نظرية CPT